# Valtura
Valtura (olaszul: Altura, Altura di Nesazio) falu Horvátországban, Isztria megyében. Közigazgatásilag Ližnjanhoz tartozik.

## Fekvése
Az Isztria délkeleti részén, Pólától 10 km-re északkeletre, községközpontjától 9 km-re északra a Puljština délkeleti részén, a Budava-öböl feletti fennsík szélén fekszik. Területe termékeny mező, melyet erdők és rétek öveznek.

## Története
A falu közelében másfél kilométerre északkeletre található az egész Isztria legjelentősebb régészeti lelőhelye Nesactium (horvátul: Nezakcij). Nesactium bronzkori építésű erődvárosa volt a félsziget névadójának az illírek hisztri törzsének a vallási és igazgatási székhelye, Isztria bronzkori és vaskori fővárosa. Nesactium egy termékeny völgy és a Budava-öböl felett, meredek sziklák és vízmosások által védett helyen állt. Az erődített település védőfalai a magaslat szélén álltak és fennmaradtak egészen az ókor végéig. A falak vonalán kívüli lejtőn még két szűk terasz található, mely valószínűleg a történelem előtti település területéhez tartozott. Nyugatról, a legsebezhetőbb oldalon magas sánc és három párhuzamos fal óvta a települést. Az 1900-ban indult, majd a 20. század során folytatódott által ásatások során feltárták a település néhány jelentős részét. Ennek ellenére a történelem előtti település egésze továbbra sem ismert. Megállapítható volt azonban, hogy a tágas plató folyamatosan lakott volt a neolitikumtól a 6. század végéig, vagy a 7. század elejéig. A településen belül a nyugati sánc mellett feltárták a történelem előtti időben használt temetőt is. A legrégibb tárgyak az i. e. 11. századból származnak, de a legtöbb lelet az i. e. 9. és 6. század közötti időből való és többségben más kultúrákhoz (pl. görög) köthető, amelyekkel az itt lakók élénk kereskedelmet folytattak. A legtöbb lelet a pólai régészeti múzeumba került és ma is ott tekinthető meg. Az erődvárost i. e. 177-ben hosszú és nagy áldozatokat követelő ostrom után foglalta el Caius Claudius Pulcher római konzul. Az ostromról Titus Livius római történetíró számol be. Eszerint a város elestét látva Epulon a hisztrik utolsó királya öngyilkos lett. Katonái megölték feleségeiket és gyermekeiket, hogy nehogy római rabszolgasorsra jussanak, majd ők is követték vezérük példáját. Az ostromnak végül Livius szerint mintegy nyolcezer hisztri és csak kétszáz római esett áldozatul. A római hódítás után Nesactium továbbra is az Isztria székhelye maradt. Augustus császár uralkodása alatt felvette az „Augustus Nesactium” nevet és 54-ben municipium lett. Ebből az időszakból származnak a feltárt capitolium maradványai, a fórum, a fürdők, vízvezetékek, kapuk és három templom alapfalai. Könnyen felismerhető a két 5. századi nagyméretű ókeresztény bazilika maradványa. A római várost az avarok és szlávok támadása rombolta le a 6. század végén, vagy a 7. század elején. Teljes megsemmisülése Pietro Kandler osztrák történész és régész szerint valószínűleg hosszú folyamat volt. Kandler megállapította, hogy még a 14. századi dokumentumokban is fellelhető az „Isaccio, campi Isacci” vagy az „Isazzi” településnév, mely az idők folyamán a helyiek nyelvén „Visace” és „Vizace” alakra változott.
A mai Valturát a 17. században népesítették be Dalmáciából a török elől menekülő horvátokkal, akiknek 1647-ben a velencei Barbarigo család itteni birtokából osztott földet a rašpori várkapitány. A település magja a korábbi Szent Márton templom helyén a 17. században épített Szent János templom körül alakult ki. 1797-ben megszűnt a Velencei Köztársaság. A település 1813-ig francia, majd 1918-ig osztrák uralom alatt állt. A falunak 1857-ben 474, 1910-ben 833 lakosa volt. Az I. háború után a falu Olaszországhoz került. Az olasz fennhatóság alatt Trieszt szabad városának igazgatása alá tartozott. A háború után Jugoszlávia része lett. Jugoszlávia felbomlása után 1991-ben a független Horvátország része lett. 2011-ben a falunak 840 lakosa volt. Lakói hagyományosan mezőgazdaságból és állattartásból éltek, de az újabb időkben sokan dolgoznak a közeli Pólában és bevételeikben egyre nagyobb szerepet játszik a turizmus.

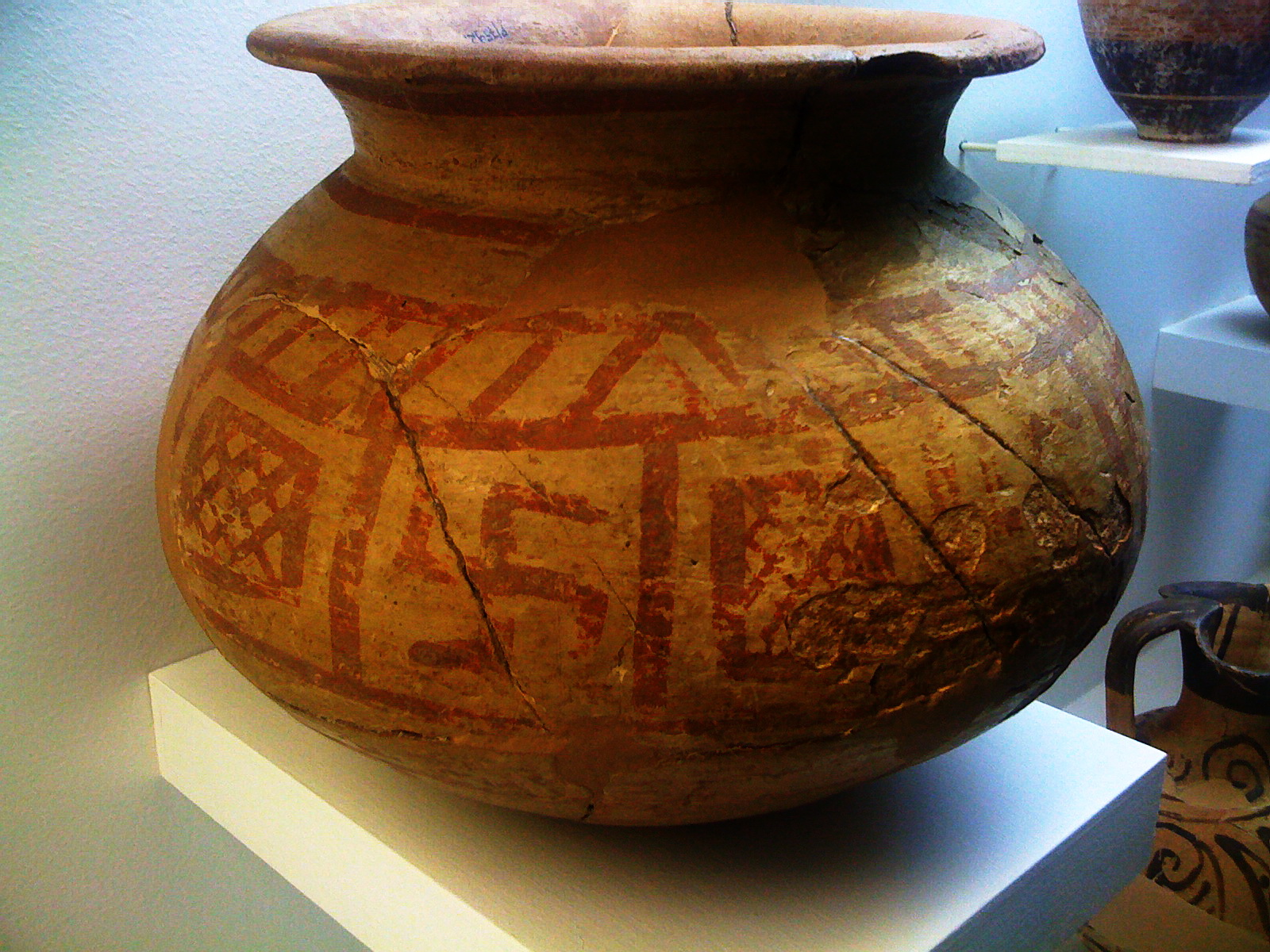
Hisztri váza Nesactiumból

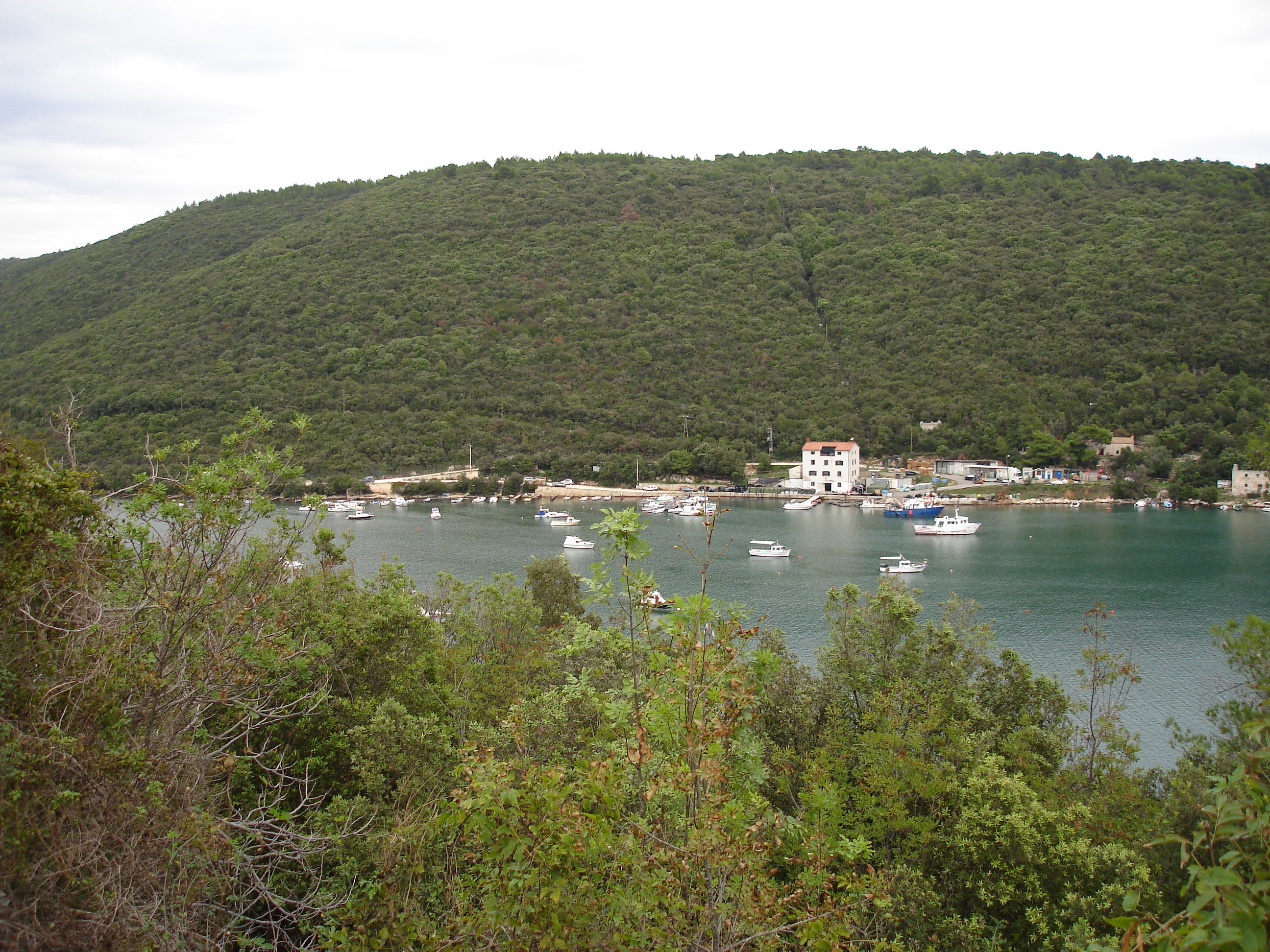
A Budava-öböl

## Nevezetességei
- Nesactium erődített városának kiterjedt romjai a falutól másfél kilométerre északkeletre találhatók. A hisztrik fővárosának romjai mellett megtalálhatók a római város, a capitolium maradványai, a fórum, a fürdők, vízvezetékek, kapuk és három templom alapfalai. Könnyen felismerhető a két 5. századi nagyméretű ókeresztény bazilika alapfala is.[3][5]
- A Valturától légvonalban 1 km-re keletre található Budava-öbölben volt Nesactium ókori kikötője. A szelektől jól vedett mély öböl ideális hely volt a hajók kikötésére. Innen folyt a kereskedelem a Földközi-tenger közeli és távoli vidékeivel, mely a hisztri nép gazdagságát és magas kultúráját biztosította. Valtura kikötője ma is az öbölben található.
- A falutól délnyugatra található a középkori Kostanjica falu 1197-ben épített Szűz Mária tiszteletére szentelt temploma. Egykor Szent Germanus pólai vértanú tiszteletére volt szentelve, akit a hagyomány szerint itt végeztek ki 284-ben. A középkori Kostanjicát a 16. században pusztította el egy pestisjárvány, lakó főként a szomszédos Muntićra költöztek át.[6] A Szűz Mária templomot a 16. században említik először. Egyhajós épület félköríves apszissal, homlokzata felett nyitott harangtoronnyal, amely azonban üresen áll. Homlokzatán egy 1300-ból származó befalazott feliratos követ találtak, mely egy ókori feliratos sírkőlap töredéke. Berendezésének értékes darabjai egy fából faragott retabló Szűz Mária a gyermek Jézussal és egy apostolt ábrázoló szobor a 15. századból, Szűz Mária és apostolok szobrai a 17. századból és a falain látható freskótöredékek. A templom két harangját 1454-ben és 1521-ben öntötték.
- A falu közelében található a Šandalja (olaszul: San Daniele) barlangrendszer, mely nevét az azonos nevű közeli kőbányáról kapta. Az itteni kőbányát már a rómaiak is használták, ma az OKZ "Valtura" vállalat tulajdonában van. A barlangból egy 9 méter mélyyen fekvő rétegből gazdag paleontológiai, paleolit és paleoantropológiai leletanyag került elő. A feltárások a Šandalja I. és II. számú barlangokban mintegy tíz méteres mélységben a mai napig is folytatódnak. Az innen előkerült homo erectus metszőfog arról tanúskodik, hogy a barlangrendszer már legalább egymillió éve is lakott volt. Az itt előkerült kőkalapács az egyik legősibb Európában talált őskori szerszám. A környéken még számos kőbánya található.
- Valtura területén a valturai mezőn található a pólai repülőtér. A mező a mediterrán térség egyik legtermékenyebb mezeje, ahol a mezőgazdasági termelés számos kultúrája honosodott meg.
- A település központjában áll a 17. században épített Szent János evangélista tiszteletére szentelt plébániatemplom. Az eredetileg barokk templomot 1899-ben neogótikus stílusban építették át, homlokzata felett 28 méter magas sokszögletű harangtoronnyal. Értékesek a kórus faragott padjai és a 17. századi koronás Szűzanyát ábrázoló díszes oltárelő (antependium). Legrégibb harangját Gregorio Zambelli mester öntötte 1698-ban.[4]
- A település területén és környékén számos római épületmaradvány és felirat került elő. A legjelentősebbek a kostanjicai római nyári villa romjai, a közeli Ušićev dvor hamvasztásos temetője, de ókori épületmaradványok találhatók a Magran erdőben, Strmotića környékén és más helyeken is.

## Lakosság
| Lakosság változása | Lakosság változása | Lakosság változása | Lakosság változása | Lakosság változása | Lakosság változása | Lakosság változása | Lakosság változása | Lakosság változása | Lakosság változása | Lakosság változása | Lakosság változása | Lakosság változása | Lakosság változása | Lakosság változása | Lakosság változása |
| ------------------ | ------------------ | ------------------ | ------------------ | ------------------ | ------------------ | ------------------ | ------------------ | ------------------ | ------------------ | ------------------ | ------------------ | ------------------ | ------------------ | ------------------ | ------------------ |
| 1857               | 1869               | 1880               | 1890               | 1900               | 1910               | 1921               | 1931               | 1948               | 1953               | 1961               | 1971               | 1981               | 1991               | 2001               | 2011               |
| 474                | 583                | 627                | 661                | 692                | 833                | 923                | 1008               | 852                | 855                | 829                | 562                | 566                | 541                | 636                | 840                |